# 24052 Nguyen
24052 Nguyen è un asteroide della fascia principale. Scoperto nel 1999, presenta un'orbita caratterizzata da un semiasse maggiore pari a 2,3329461 UA e da un'eccentricità di 0,0380914, inclinata di 2,60156° rispetto all'eclittica.
L'asteroide è dedicato a Thuy-Anh Nguyen, professoressa alla Challenger School di Sunnyvale, California.